# ت ع م+03:00
|  | التوقيت     | المنطقة                   |
|  | ----------- | ------------------------- |
|  | ت ع م+2:00  | MSK−1: توقيت كالينينغراد  |
|  | ت ع م+3:00  | MSK:+1 توقيت موسكو        |
|  | ت ع م+4:00  | MSK+1: توقيت سامارا       |
|  | ت ع م+5:00  | MSK+2: توقيت ييكاتيرينبرغ |
|  | ت ع م+6:00  | MSK+3: توقيت أومسك        |
|  | ت ع م+7:00  | MSK+4: توقيت كراسنويارسك  |
|  | ت ع م+8:00  | MSK+5: توقيت إركوتسك      |
|  | ت ع م+9:00  | MSK+6: توقيت ياكوتسك      |
|  | ت ع م+10:00 | MSK+7: توقيت فلاديفوستوك  |
|  | ت ع م+11:00 | MSK+8: توقيت سريدنكوليمسك |
|  | ت ع م+12:00 | MSK+9: توقيت كامشاتكا     |

|  | ت ع م−01:00 | توقيت الرأس الأخضر                                                                |
|  | ت ع م±00:00 | توقيت غرب أوروبا، توقيت غرينيتش                                                   |
|  | ت ع م+01:00 | توقيت وسط أوروبا، توقيت غرب إفريقيا، توقيت غرب أوروبا الصيفي                      |
|  | ت ع م+02:00 | توقيت شرق أوروبا، توقيت وسط إفريقيا، توقيت غرب إفريقيا الصيفي، توقيت جنوب إفريقيا |
|  | ت ع م+03:00 | التوقيت العربي القياسي، توقيت شرق إفريقيا                                         |
|  | ت ع م+04:00 | توقيت موريشيوس، توقيت سيشل                                                        |

| أزرق فاتح | توقيت غرب أوروبا / توقيت غرينيتش (UTC)                                         |
| أزرق      | توقيت غرب أوروبا / توقيت غرينيتش (UTC)                                         |
| أزرق      | توقيت غرب أوروبا الصيفي / توقيت بريطانيا الصيفي / توقيت أيرلندا الرسمي (UTC+1) |
| أحمر      | توقيت وسط أوروبا (UTC+1)                                                       |
| أحمر      | توقيت وسط أوروبا الصيفي (UTC+2)                                                |
| أصفر      | توقيت شرق أوروبا / توقيت كالينينغراد (UTC+2)                                   |
| ذهبي      | توقيت شرق أوروبا (UTC+2)                                                       |
| ذهبي      | توقيت شرق أوروبا الصيفي (UTC+3)                                                |
| أخضر      | توقيت موسكو / توقيت تركيا (UTC+3)                                              |
| فيروزي    | توقيت أرمينيا / توقيت أذربيجان / توقيت جورجيا (UTC+4)                          |

ت ع م+3:00 أو ت ع م+03:00 (بالإنجليزية: UTC+03:00)‏، هو معرف لمنطقة زمنية تقع قبل التوقيت العالمي المنسق (ت ع م) بثلاث ساعات +03، ويستخدم لقياس الوقت.

## التوقيت الرسمي (طوال السنة)

### أوروبا
- روسيا – توقيت موسكو
- روسيا البيضاء
- تركيا
- أبخازيا
- أوسيتيا الجنوبية
- جمهورية دونيتسك الشعبية
- فرنسا: يستخدم التوقيت في مايوت، وجزيرة يوروبا، وباساس الهندية، وجزيرة جوان دي نوفا.

### آسيا

#### التوقيت العربي القياسي
التوقيت العربي القياسي أو توقيت مكة المكرمة (يعرف بالاختصار AST أو KSA في بعض القنوات الفضائية) هو التوقيت المستخدم في بعض دول الشرق الأوسط، وبما أن المنطقة تقع أغلبها على خط الاستواء فإنه لا يوجد تغيير كبير في طول اليوم خلال السنة وبالتالي فإن التوقيت الصيفي لا يحتسب. اتبع العراق التوقيت العربي الصيفي (ت ع م+04:00) بين الأعوام 1982 و2007 وما لبثوا أن قاموا بإلغائه في مارس من عام 2008.
كان توقيت سوريا والأردن سابقًا هو ت ع م+02:00، وكانا يستعملان التوقيت الصيفي، حتى قررت كلا الدولتين في أكتوبر 2022، الاعتماد على التوقيت الصيفي، وهو التوقيت العربي القياسي (ت ع م+03:00).
هذه الدول تستخدم التوقيت العربي القياسي:
- العراق
- السعودية
- الكويت
- البحرين
- قطر
- اليمن
- سوريا
- الأردن

ملاحظات:
1. أقصى نقطة شرقية يتم تطبيق فيها توقيت ت ع م+03:00 بدون توقيت صيفي هي آخر حدود المنطقة الشرقية في السعودية مع سلطنة عمان، بخط طول 55°20' شرق.

### أفريقيا
- جزر القمر
- جيبوتي
- إريتريا
- إثيوبيا
- الصومال
- أوغندا
- تنزانيا
- مدغشقر
- كينيا
- جنوب إفريقيا: يستخدم في جزر الأمير إدوارد.

### القارة القطبية الجنوبية
- بعض المناطق تستخدمه مثل أرض الملكة مود وجزيرة انديربي ومحطة شوا.

## كتوقيت صيفيفقط

### إفريقيا
- مصر[5]

### أوروبا
- بلغاريا
- قبرص
- إستونيا
- فنلندا (بالإضافة إلى أولند)
- اليونان
- لاتفيا
- ليتوانيا
- مولدوفا
- رومانيا
- تركيا
- أوكرانيا

### آسيا
- فلسطين
- لبنان